# 하인리히 슐리만

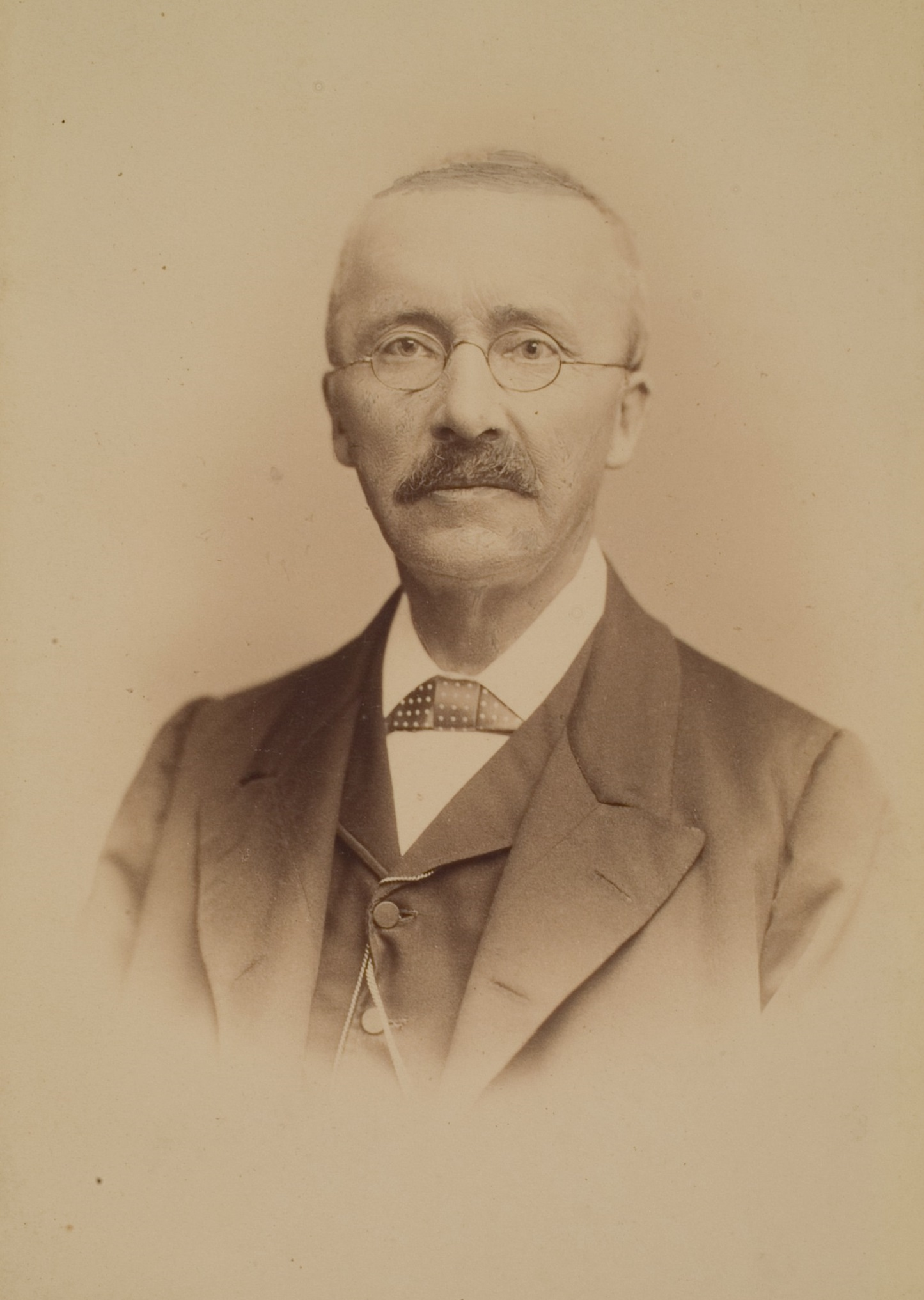
하인리히 슐리만

하인리히 슐리만(독일어: Heinrich Schliemann, 1822년 1월 6일 ~ 1890년 12월 26일)은 독일 출신의 사업가 및 고고학자로 트로이아와 미케네 유적을 발굴한 것으로 잘 알려져 있다.

## 생애
처음에 상업에 종사하면서 각국의 언어를 배워, 1859년 그리스를 방문하고 세계 각지를 여행하였다. 1866년 파리에서 고고학을 배우고, 1868년부터 그리스 일대를 탐사하면서 호메로스의 《일리아스》와 관련된 유적들을 탐구하였다. 1870년부터 1890년까지 그리스 사람인 부인과 함께 트로이 폐허인 소아시아의 히살리크 언덕을 발굴, 유적이라는 것을 확인하여 학계를 놀라게 하였다. 이후에도 세 차례나 더 트로이 일대를 발굴하여 여러 층에 걸친 트로이 유적이 발굴되었으며 슐리만은 제2층에 해당하는 유적을 트로이 전쟁의 유적으로 판단하였다. 1876년에는 '황금이 풍부하다'고 알려진 미케네 고분을 발굴하여 고대 그리스 이전의 문명인 에게 해 문명의 계통을 밝혀내는데 큰 기여를 하였다. 그 밖에도 티린스 등을 발굴하여 에게 문명의 연구에 공헌하였다. 저서로 《트로이》, 《티린스》 등이 있다.